# Educació formal
L'educació formal (de vegades també coneguda amb el nom educació reglada) és l'ensenyament oficialment reconegut, normalment pel Govern d'un país, que s'imparteix a escoles o centres similars. El seu nom ve per l'oposició a educació no formal, la que s'adquireix fora dels centres escolars. Aquesta distinció és relativament recent, ja que abans només s'assimilava educació a col·legi.
L'educació formal té un currículum prescriptiu que guia els nivells d'aprenentatge, normalment estructurats per cursos o cicles, i les matèries o continguts que s'han d'ensenyar a cada nivell. El mestre ha d'orientar els alumnes i facilitar els recursos necessaris perquè es produeixi un procés d'ensenyament i aprenentatge coherent amb les característiques psicopedagògiques i amb el context sociocultural. A la societat occidental actual encara s'accepta i considera el currículum masculí com a universal.
Es pot considerar com un sistema educatiu altament institucionalitzat, cronològicament graduat i jeràrquicament estructurat que s'estén des dels primers anys de l'escola primària fins als últims de la Universitat.

## L'educació formal actual a diferents països
En la majoria de països conté quatre estadis:educació infantil, educació primària, educació secundària i superior, amb variants quant a l'obligatorietat i edats.
| Taula de sistemes d'ensenyament en diversos països             | | | | | |
| país                                                           | preescolar | primària | secundària | batxillerat | estudis superiors |
| Albània                                                        | preescolar, educació primària (8 anys obligatoris)                                                                                           | preescolar, educació primària (8 anys obligatoris)                                                                                           | dividida en regular, 4 anys, i tècnica, 2 anys                                                                                               | ensenyament terciari | ensenyament terciari |
| Argentina                                                      | preescolar, EGB (enseñanza general básica) amb 9 cursos obligatoris                                                                          | preescolar, EGB (enseñanza general básica) amb 9 cursos obligatoris                                                                          | polimodal: 2-3 anys | ensenyament universitari | ensenyament universitari |
| Austràlia                                                      | preprimària, 1-5 anys | obligatòria, 7 anys | 3-5 anys depenent de l'estat, és obligatòria fins a fer 15 anys                                                                              | terciària o superior | terciària o superior |
| Bangladesh                                                     | | 5 anys | nombre d'anys variables segons el centre | superior | superior |
| Burkina Faso                                                   | obligatori fins als 16 anys, tot i que només un 40% dels alumnes assisteix a primària i menys d'un 10% a secundària, anys i cursos variables | obligatori fins als 16 anys, tot i que només un 40% dels alumnes assisteix a primària i menys d'un 10% a secundària, anys i cursos variables | obligatori fins als 16 anys, tot i que només un 40% dels alumnes assisteix a primària i menys d'un 10% a secundària, anys i cursos variables | obligatori fins als 16 anys, tot i que només un 40% dels alumnes assisteix a primària i menys d'un 10% a secundària, anys i cursos variables | obligatori fins als 16 anys, tot i que només un 40% dels alumnes assisteix a primària i menys d'un 10% a secundària, anys i cursos variables |
| Dinamarca                                                      | preescolar | folkeskole (dels 6 als 17 anys, 9 cursos són obligatoris)                                                                                    | secundària superior | ensenyament universitari | ensenyament universitari |
| Egipte (sistema estatal. El religiós segueix altres divisions) | 3 de preparatòria | 6 cursos cobreix dels 6 als 12 anys i és obligatòria                                                                                         | dividida en general, vocacional i tècnica | postsecundària | postsecundària |
| Finlàndia                                                      | preescolar | educació bàsica, dels 7 als 15-16 anys, obligatòria i altament comprensiva                                                                   | secundària superior, dividida en vocacional i liceu                                                                                          | terciària | terciària |
| França                                                         | maternelle | dels 6 als 10 anys, obligatòria | dels 11 als 16 anys, obligatòria, dividida en dues fases                                                                                     | terminal, curs de preparació per a l'ingrés a la facultat                                                                                    | ensenyament superior |
| Països Baixos                                                  | preescolar | bàsica, dels 5 als 12 anys, és obligatòria                                                                                                   | 4 anys comuns i obligatoris, després 3 vies                                                                                                  | superior | superior |
| Hongria                                                        | kindergarten | comença als 7 anys, pot durar 4, 6 o 8 cursos segons l'opció escollida                                                                       | 4 cursos, dividida en tres opcions | universitària | universitària |
| Índia                                                          | preprimària | primària: dels 6 als 11 anys, obligatòria, mitja: dels 11 als 14                                                                             | secundària superior: dels 14 als 17 | ensenyament superior | ensenyament superior |
| Irlanda                                                        | preescolar, primària i secundària (formen un bloc, obligatori dels 6 als 15 anys)                                                            | preescolar, primària i secundària (formen un bloc, obligatori dels 6 als 15 anys)                                                            | preescolar, primària i secundària (formen un bloc, obligatori dels 6 als 15 anys)                                                            | superior | superior |
| Itàlia                                                         | kindergarten | primària: 5 cursos, mitjana: 3 cursos | 5 anys, dividida en tipus de centres, s'estudia fins als 19 anys                                                                             | superior | superior |
| Mèxic                                                          | infantil | 6 cursos | 3 cursos | 3 cursos | universitària |
| Pakistan                                                       | | primària: dels 5 als 10 anys, obligatòria, mitja: 1-2 cursos                                                                                 | secundària: fins als 14 anys, secundària superior: fins als 16                                                                               | pot incloure ensenyament terciari i durar fins a 4 anys                                                                                      | |
| Romania                                                        | | elemental, 8 cursos | 4 o 5 cursos, obligatòria en teoria fins als 16 anys, gran índex d'abandonament                                                              | universitària: 1-6 cursos | universitària: 1-6 cursos |
| Xina                                                           | sistema variat segons zones, oficialment 9 anys obligatoris                                                                                  | sistema variat segons zones, oficialment 9 anys obligatoris                                                                                  | sistema variat segons zones, oficialment 9 anys obligatoris                                                                                  | sistema variat segons zones, oficialment 9 anys obligatoris                                                                                  | sistema variat segons zones, oficialment 9 anys obligatoris                                                                                  |